# Wolf Gold

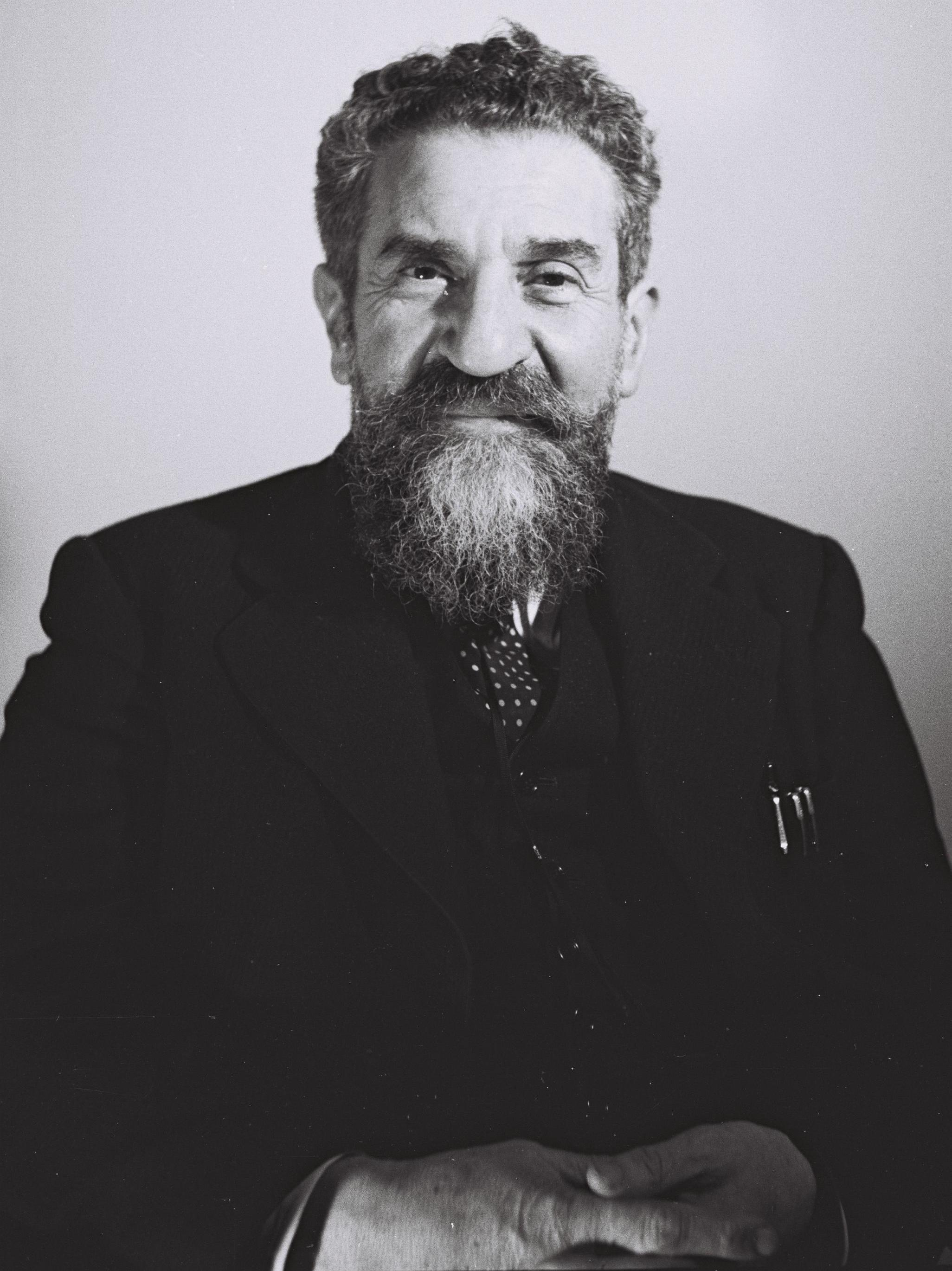
Wolf Gold, 1948

Rabbi Wolf Gold (hebräisch זאב גולד, Ze'ev Gold; geboren am 31. Januar 1889 in Szczuczyn als Zev Krawczynski; gestorben am 8. April 1956 in Jerusalem) war Rabbiner, jüdischer Aktivist und gehörte zu den Unterzeichnern der Israelischen Unabhängigkeitserklärung.

## Leben
Gold war Nachfahre väterlicherseits von mindestens acht Generationen von Rabbinern. Sein erster Lehrer war sein Großvater mütterlicherseits, Rabbi Yehoshuah Goldwasser. Später lernte er an der Mir Jeschiwa unter Rabbi Eliyahu Baruch Kamei. Anschließend ging Gold nach Lida, um dort an der Jeschiwa Torah Vo'Da'as zu studieren – der Jeschiwa von Rabbi Jizchak Jakob Reines, wo Tora- mit säkularen Studien verbunden wurden. Im Alter von 17 wurde er schließlich von Eliezer Rabinowitz von Minsk als Rabbiner ordiniert und beerbte dann das Amt seines Schwiegervaters, Rabbi Mosche Reichler, als Rabbiner in Juteka.
Mit 18 ging er in die Vereinigten Staaten, wo er als Rabbiner in mehreren Gemeinden fungierte, einschließlich bei der von South Chicago, Scranton in Pennsylvania (bis 1912), der Congregation Beth Jacob Ohev Sholom in Williamsburg, Brooklyn (1912–1919), San Francisco (bis 1924) und der Congregation Shomrei Emunah in Borough Park, Brooklyn (bis 1935).
Er gehörte zu den ersten, die das Orthodoxe Judentum in den Vereinigten Staaten etablierten; im Jahr 1917 gründete er die Williamsburg Talmud Torah und die Yeshiva Torah Vodaas. Des Weiteren eröffnete er das Beth-Moshe-Hospital und ein Waisenhaus in Brooklyn und gründete in San Francisco ein College, in dem Lehrer für Hebräisch ausgebildet werden.
1914 lud Gold Rabbi Meir Berlin, Sekretär der Welt-Mizrachi-Organisation, nach New York ein, um eine Niederlassung der Misrachi in den USA zu organisieren. Die kommenden 40 Jahre reiste Rabbi Gold durch die Vereinigten Staaten und Kanada, um Ortsverbände der Mizrachi-Bewegung einzurichten und wurde 1932 schließlich Präsident der amerikanischen Mizrachi.
Im Jahr 1935 emigrierte er nach Palästina, wo er Leiter der „Abteilung für Tora-Ausbildung und Kultur in der Diaspora“ wurde, in dessen Funktion er maßgeblich an der Begründung neuer Ausbildungseinrichtungen innerhalb der Diaspora beteiligt war und sich insbesondere den Bildungsbedürfnissen der nordamerikanischen Juden widmete. Während des Zweiten Weltkriegs war er an der weitverbreiteten zionistischen Opposition gegenüber dem britischen Weißbuch von 1939 beteiligt und half dabei, europäische Juden vor dem Holocaust zu bewahren. 1943 reiste er wieder in die USA, wo er als ein Sprecher im Auftrag der europäischen Juden beim Marsch der Rabbiner in Washington teilnahm.
Er diente als Vizepräsident im Israelischen Provisorischen Staatsrat und unterzeichnete im Jahr 1948 die Israelische Unabhängigkeitserklärung. Er war Mitglied im Gründungskomitee der Bar-Ilan-Universität, die 1955 eröffnet wurde.
Gold starb in Jerusalem und wurde neben seinem lebenslangen Freund Rabbi Meir Berlin beigesetzt.